# Ochyra coarctata
Ochyra coarctata là một loài bọ cánh cứng trong họ Cerambycidae.